# Пелашес (Техас)
Пелашес (англ. Palacios) — місто (англ. city) в США, в окрузі Матагорда штату Техас. Населення — 4395 осіб (2020).

## Географія
Пелашес розташований за координатами 28°43′53″ пн. ш. 96°15′19″ зх. д. / 28.73139° пн. ш. 96.25528° зх. д. (28.731297, -96.255157).  За даними Бюро перепису населення США в 2010 році місто мало площу 13,48 км², з яких 12,79 км² — суходіл та 0,69 км² — водойми.

### Клімат
| Клімат : Пелашес                                                                           | Клімат : Пелашес | Клімат : Пелашес | Клімат : Пелашес | Клімат : Пелашес | Клімат : Пелашес | Клімат : Пелашес | Клімат : Пелашес | Клімат : Пелашес | Клімат : Пелашес | Клімат : Пелашес | Клімат : Пелашес | Клімат : Пелашес | Клімат : Пелашес |
| Показник                                                                                   | Січ.             | Лют.             | Бер.             | Квіт.            | Трав.            | Черв.            | Лип.             | Серп.            | Вер.             | Жовт.            | Лист.            | Груд.            | Рік              |
| Середній максимум, °C                                                                      | 16,6             | 18,1             | 21,3             | 24,6             | 28,1             | 30,9             | 32,1             | 32,3             | 30,7             | 27,0             | 21,9             | 17,9             | 25,1             |
| Середній мінімум, °C                                                                       | 6,7              | 8,3              | 12,1             | 15,9             | 20,4             | 23,7             | 25,0             | 24,3             | 21,6             | 16,7             | 11,6             | 7,7              | 16,2             |
| ------------------------------------------------------------------------------------------ | ---------------- | ---------------- | ---------------- | ---------------- | ---------------- | ---------------- | ---------------- | ---------------- | ---------------- | ---------------- | ---------------- | ---------------- | ---------------- |
| Джерело: Southern Regional Climate Center "Climate Normals for Palacios Municipal Airport" |                  |                  |                  |                  |                  |                  |                  |                  |                  |                  |                  |                  |                  |

## Демографія
Згідно з переписом 2010 року, у місті мешкало 4718 осіб у 1611 домогосподарстві у складі 1144 родин. Густота населення становила 350 осіб/км².  Було 1987 помешкань (147/км²).
Расовий склад населення:
| - 67,2 % — білих - 9,0 % — азіатів - 4,4 % — чорних або афроамериканців - 1,5 % — корінних американців - 15,0 % — осіб інших рас |

До двох чи більше рас належало 2,8 %. Частка іспаномовних становила 60,4 % від усіх жителів.
За віковим діапазоном населення розподілялося таким чином: 30,5 % — особи молодші 18 років, 56,3 % — особи у віці 18—64 років, 13,2 % — особи у віці 65 років та старші. Медіана віку мешканця становила 34,1 року. На 100 осіб жіночої статі у місті припадало 100,0 чоловіків;  на 100 жінок у віці від 18 років та старших — 100,8 чоловіків також старших 18 років.
Середній дохід на одне домашнє господарство  становив 50 104 долари США (медіана — 37 873), а середній дохід на одну сім'ю — 57 040 доларів (медіана — 48 167). Медіана доходів становила 38 963 долари для чоловіків та 27 933 долари для жінок. За межею бідності перебувало 21,0 % осіб, у тому числі 34,3 % дітей у віці до 18 років та 29,2 % осіб у віці 65 років та старших.
Цивільне працевлаштоване населення становило 2229 осіб. Основні галузі зайнятості: освіта, охорона здоров'я та соціальна допомога — 33,2 %, виробництво — 17,0 %, науковці, спеціалісти, менеджери — 11,2 %, роздрібна торгівля — 6,4 %.